# Выбор критиков (кинопремия, 2019)
24-я церемония премии «Выбор критиков» состоялась 13 января 2019 года в Baker Hangar в аэропорту Санта-Моники , Калифорния. Ведущим церемонии был американский актёр и продюсер Тэй Диггз. Номинанты были объявлены 10 декабря 2018.

## Победители и номинанты

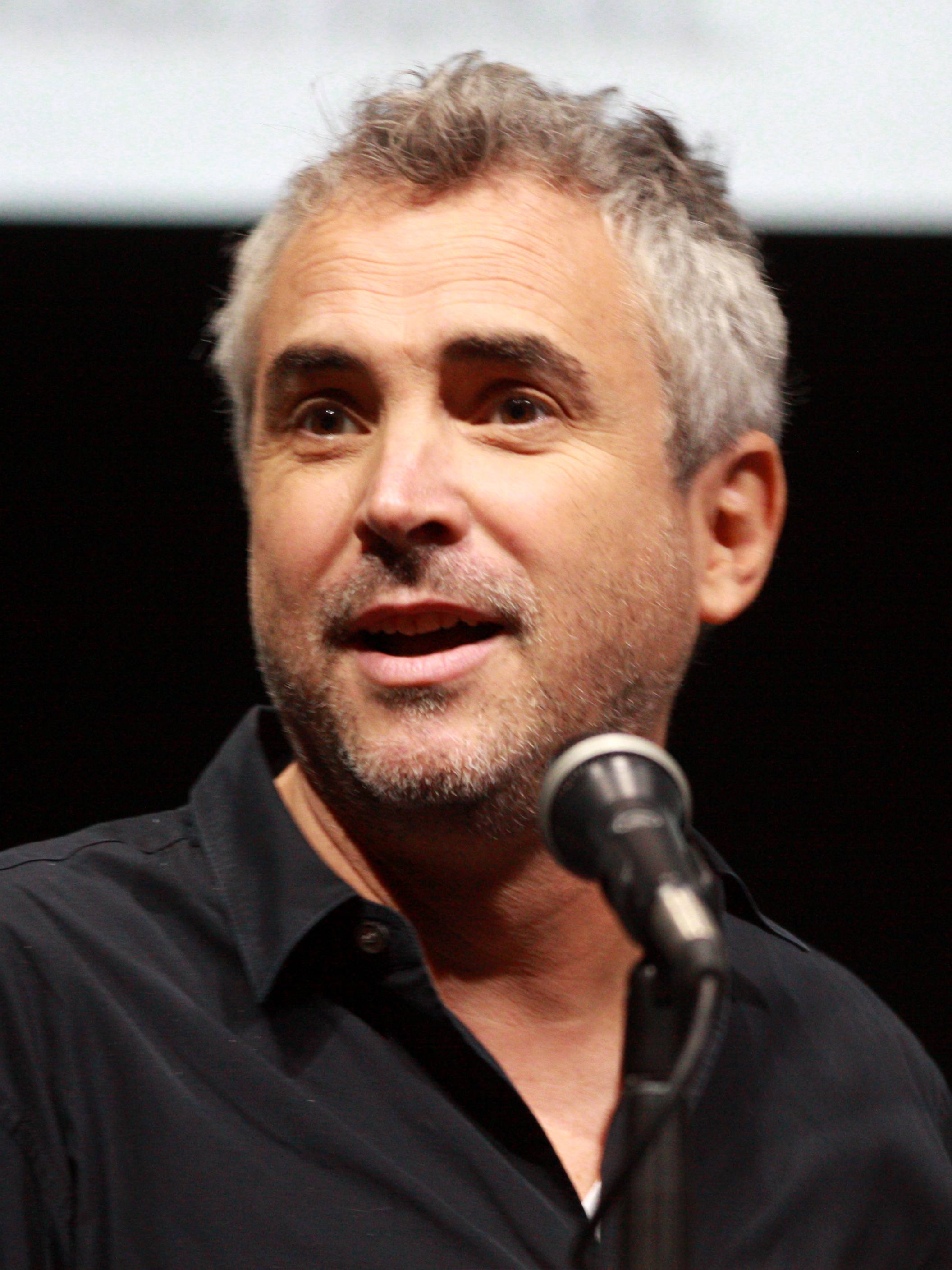
Альфонсо Куарон, лучший режиссёр

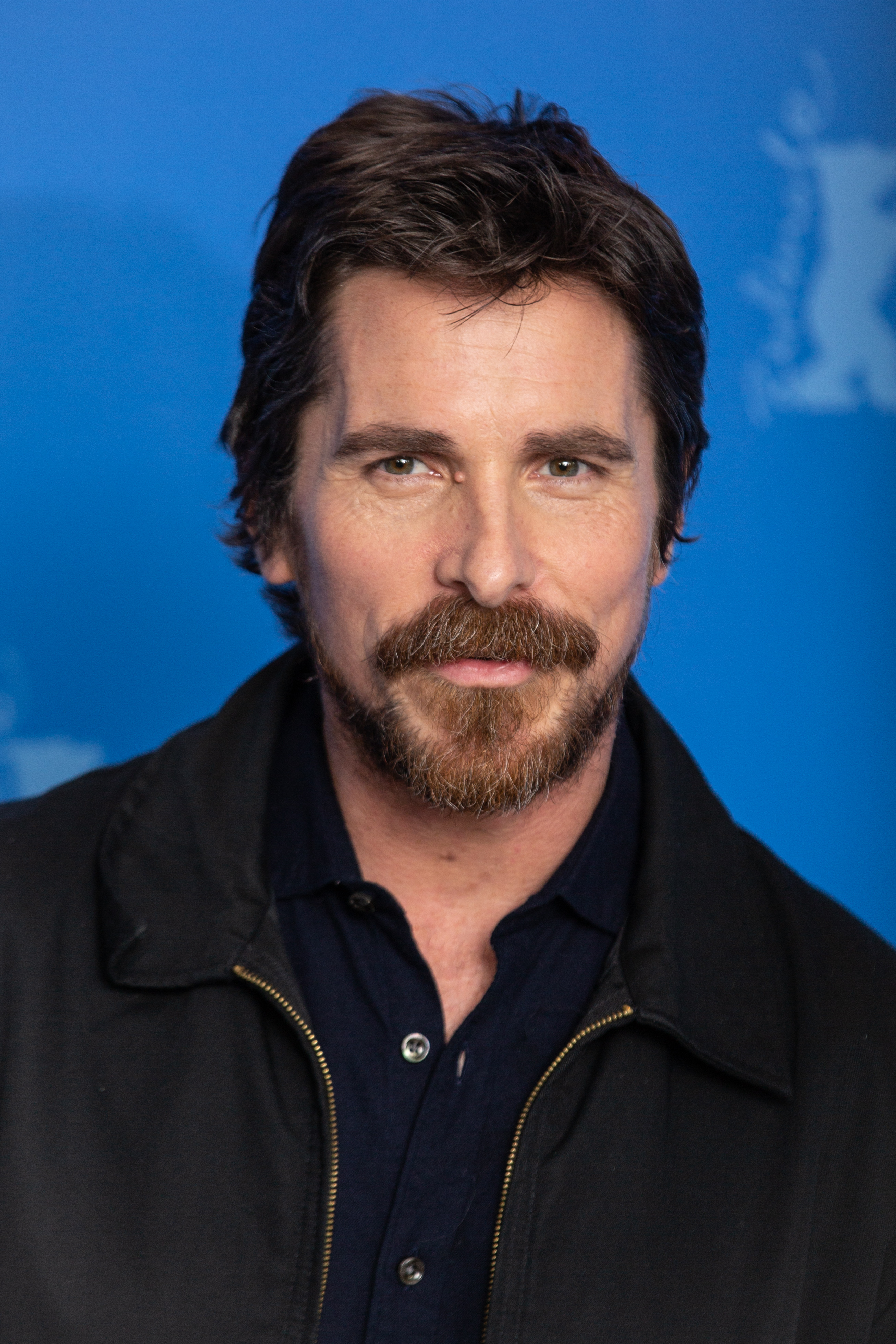
Кристиан Бэйл, лучшая мужская роль и лучший актёр в комедии

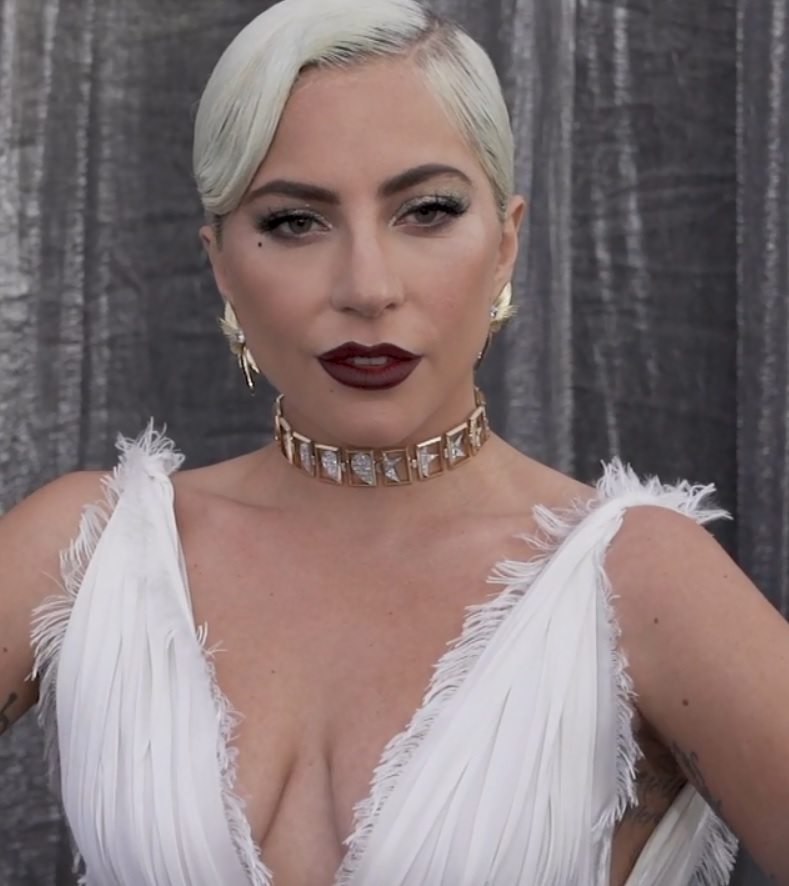
Леди Гага, лучшая женская роль

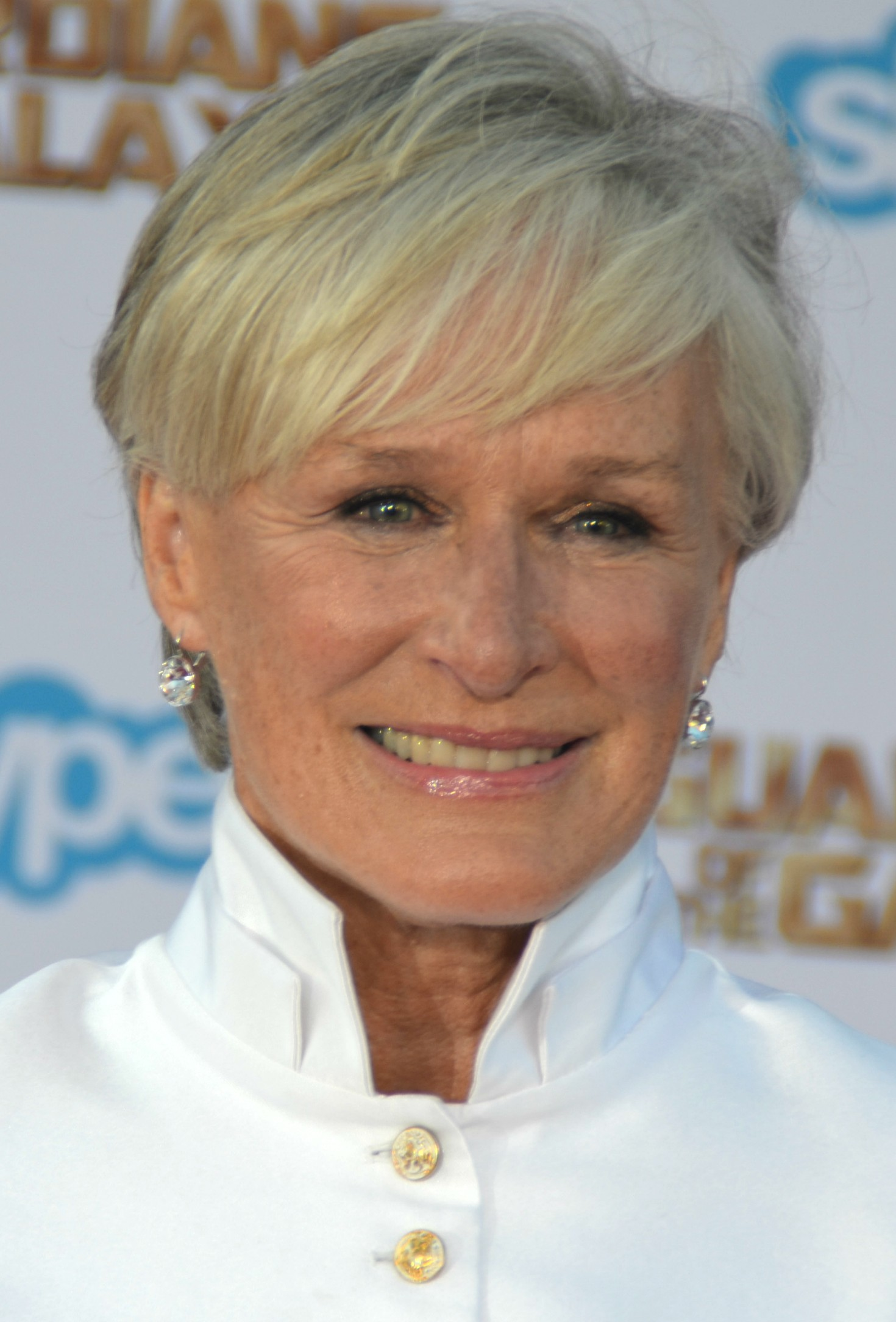
Гленн Клоуз, лучшая женская роль

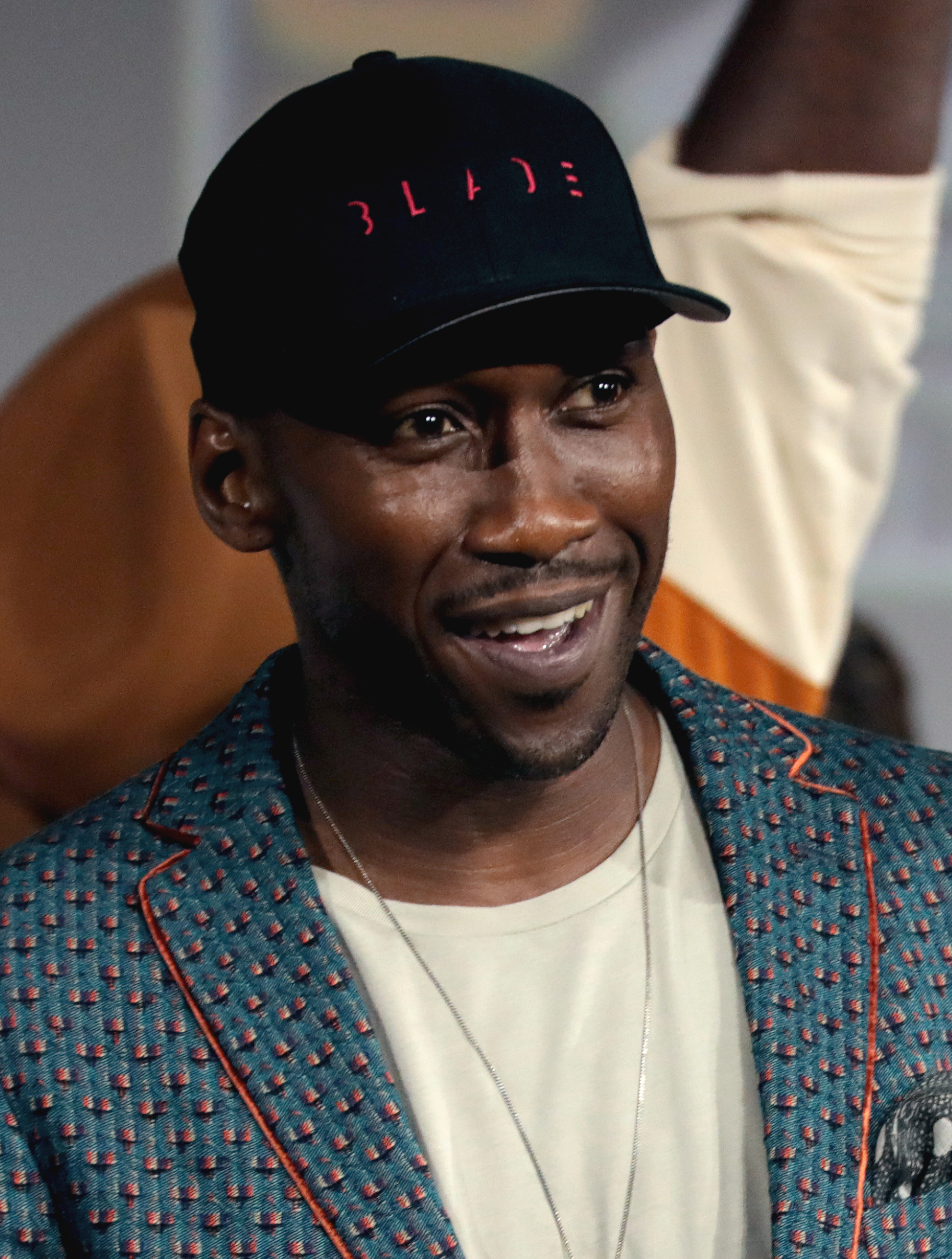
Махершала Али, лучшая мужская роль второго плана

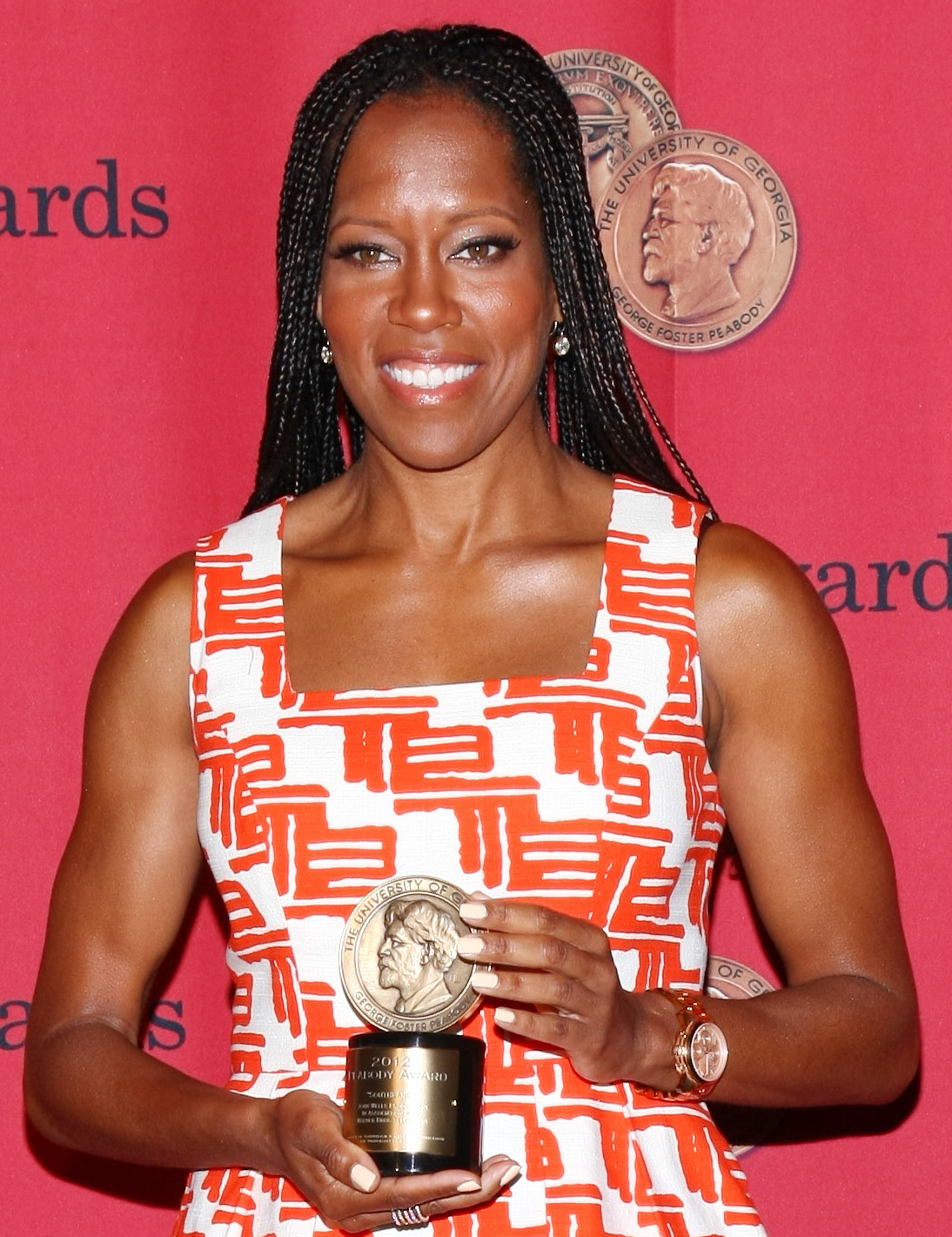
Реджина Кинг, лучшая женская роль второго плана

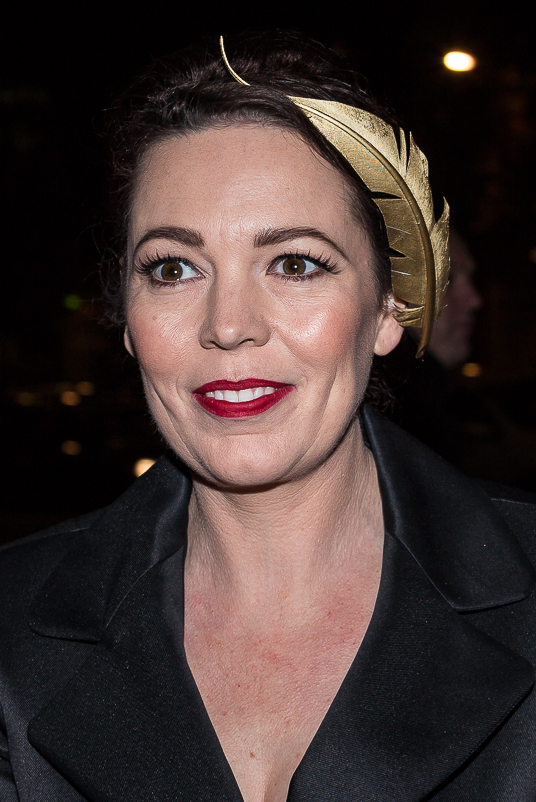
Оливия Колман, лучшая актриса в комедии

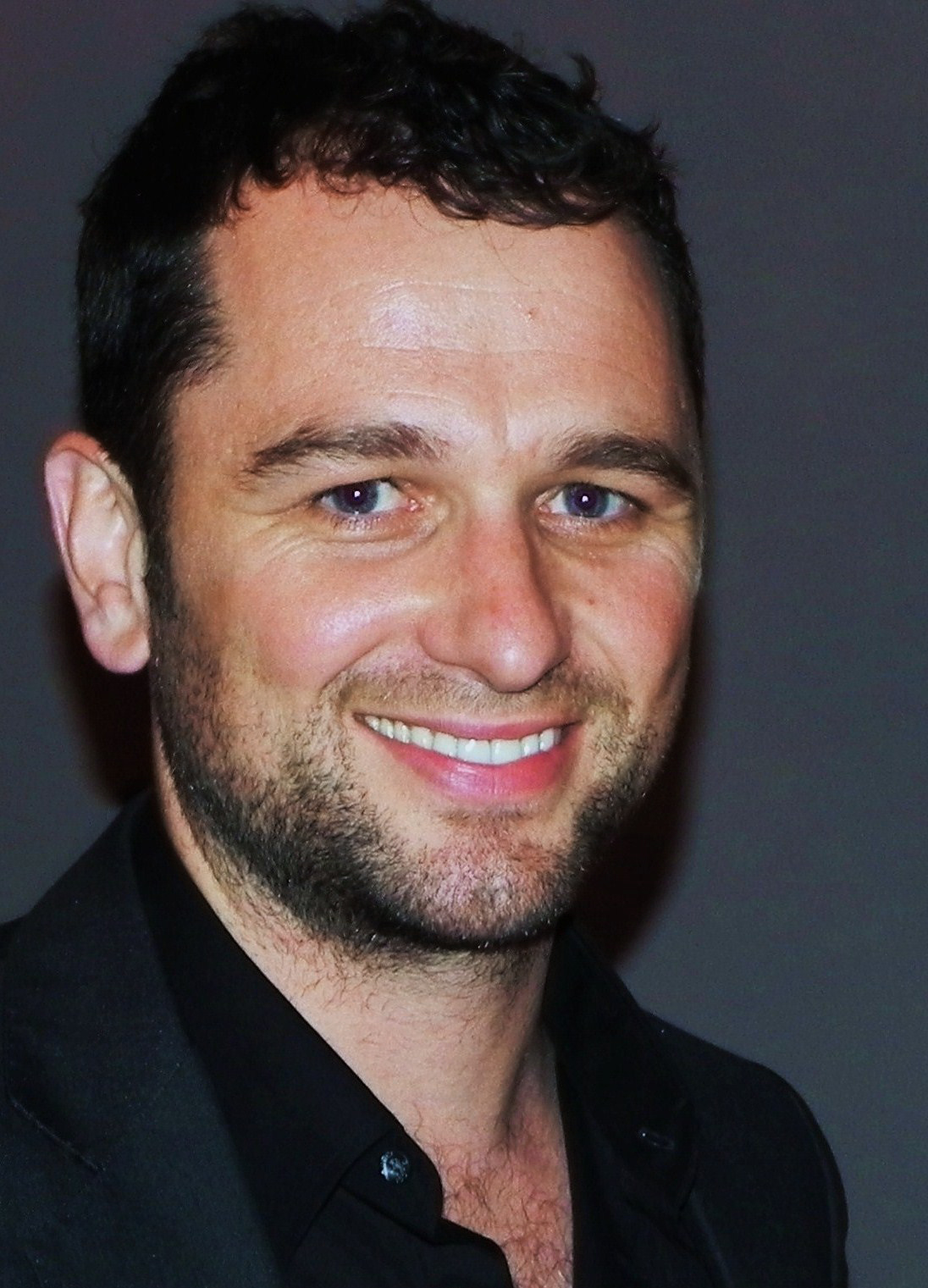
Мэттью Риз, лучшая мужская роль в драматическом сериале

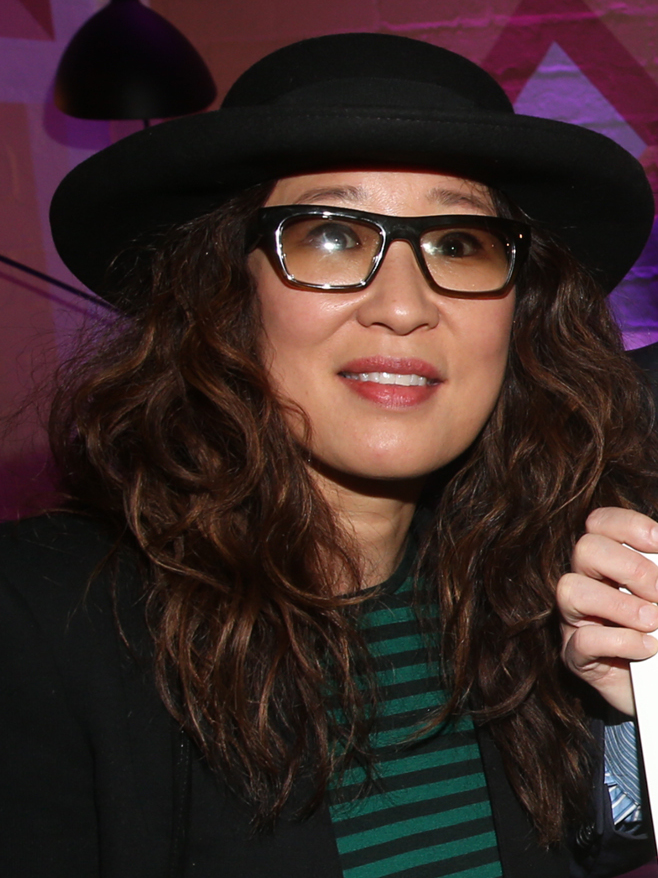
Сандра О, лучшая женская роль в драматическом сериале

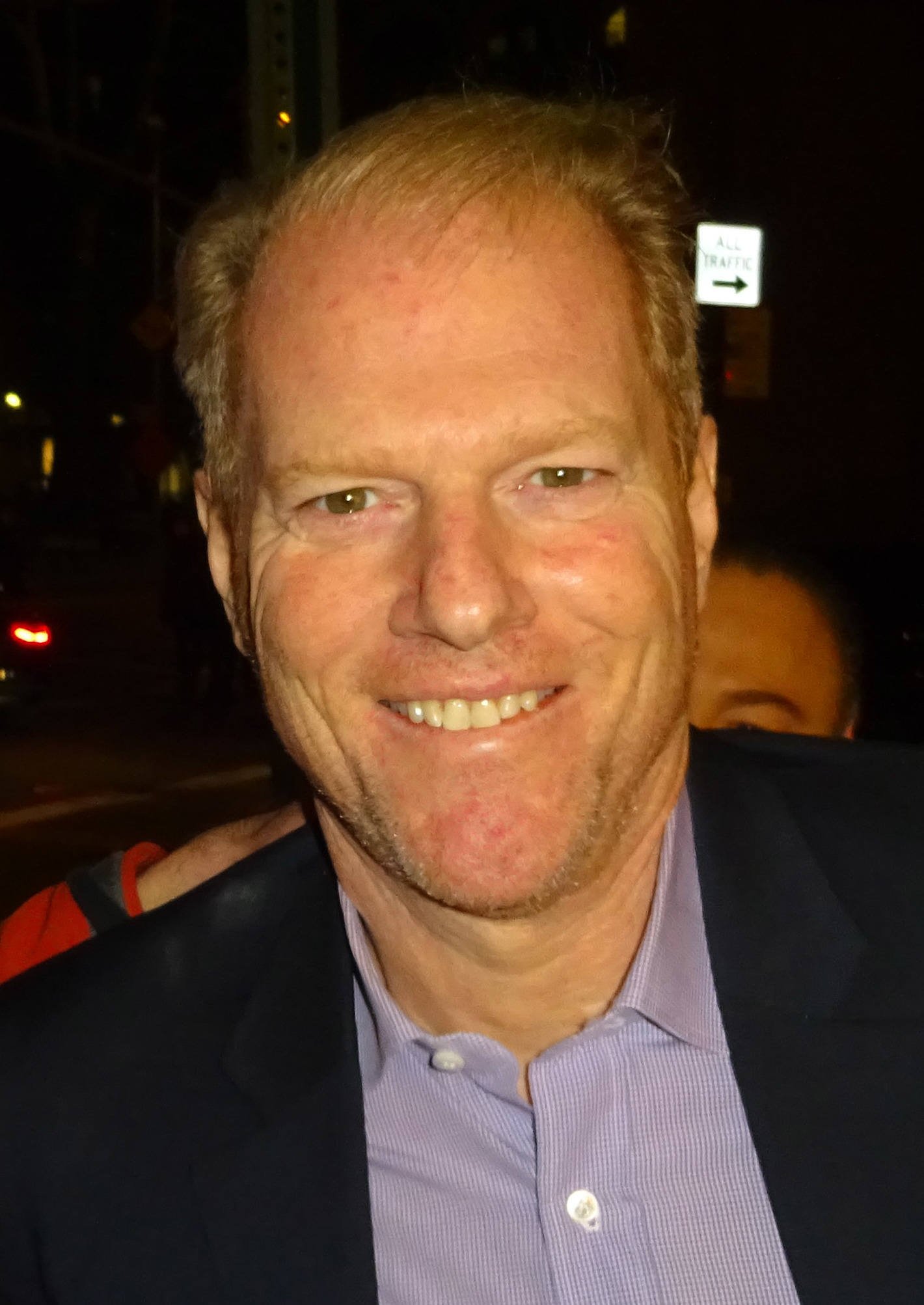
Ноа Эммерих, лучшая мужская роль второго плана в драматическом сериале

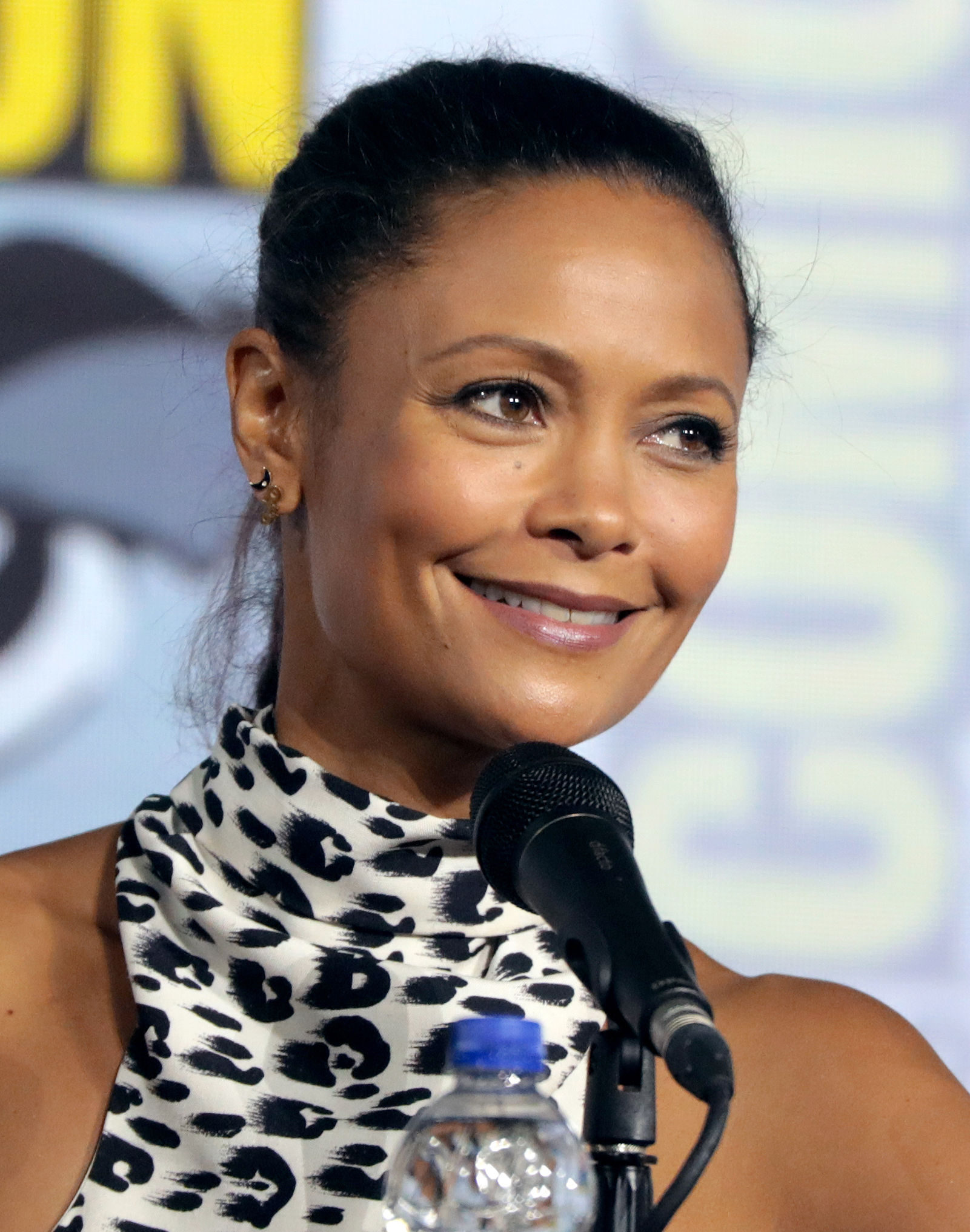
Тандиве Ньютон, лучшая женская роль второго плана в драматическом сериале

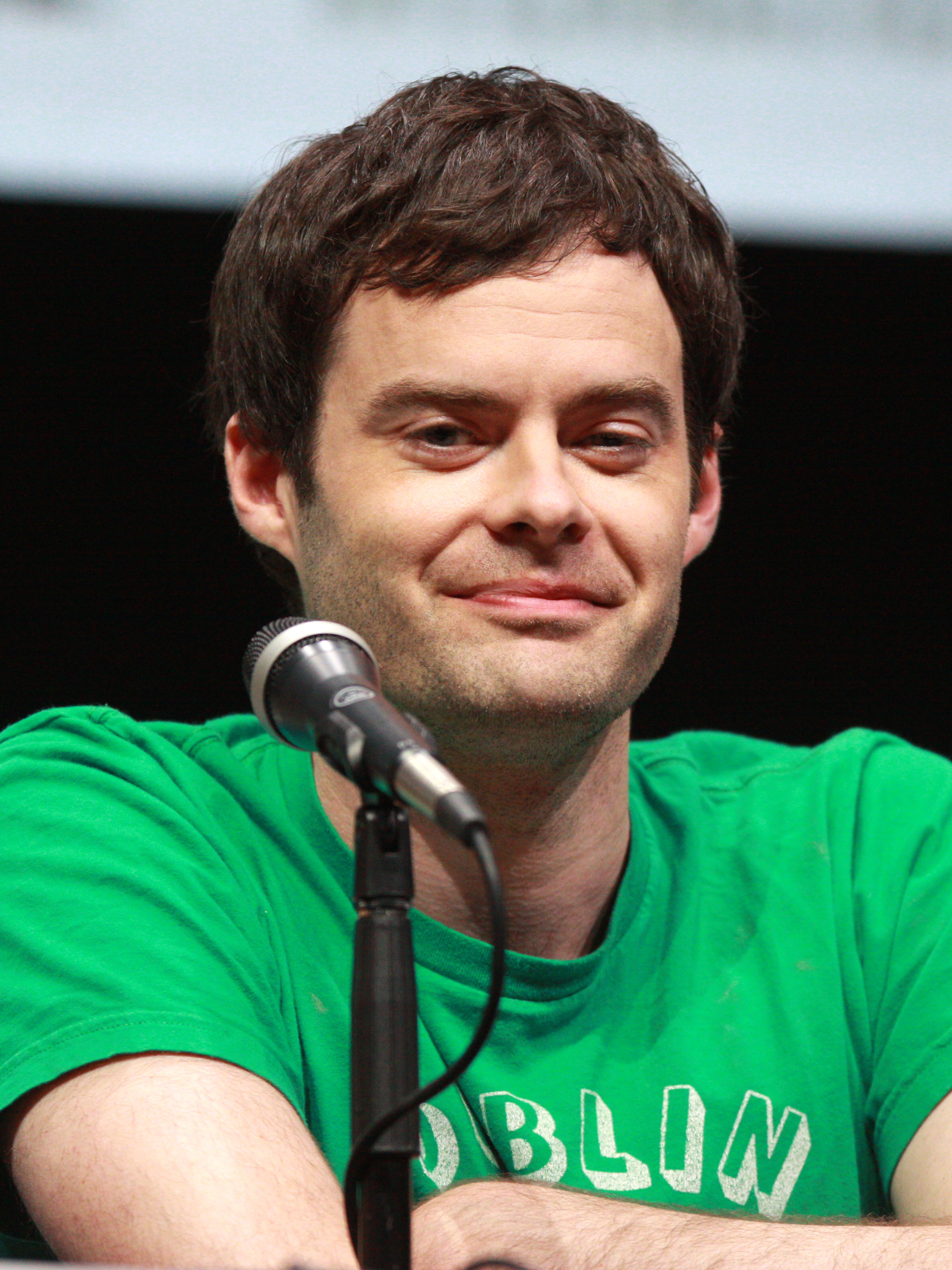
Билл Хейдер, лучшая мужская роль в комедийном сериале

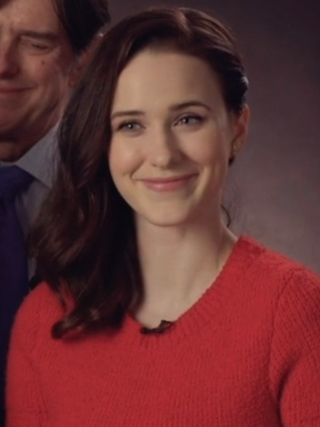
Рэйчел Броснахэн, лучшая женская роль в комедийном сериале

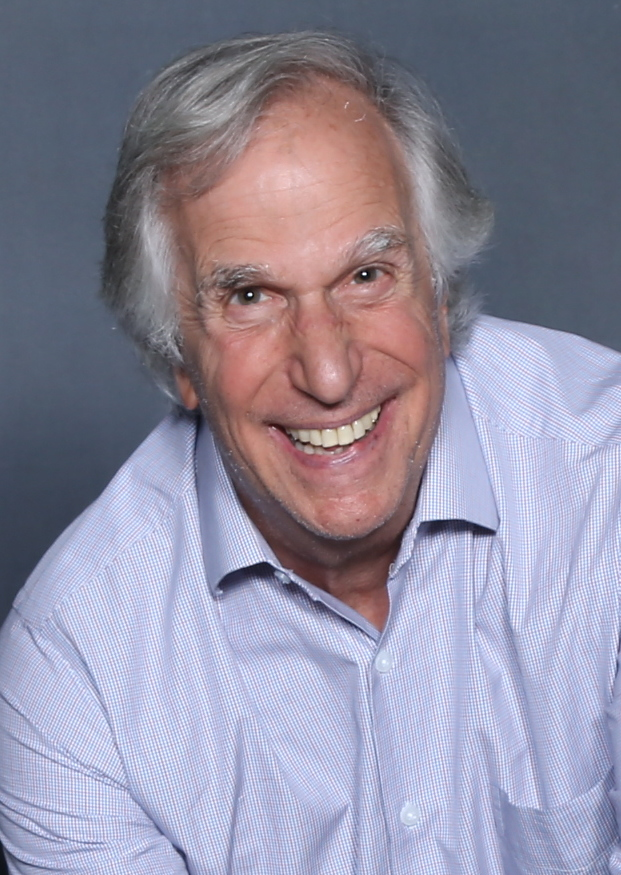
Генри Уинклер, лучшая мужская роль второго плана в комедийном сериале

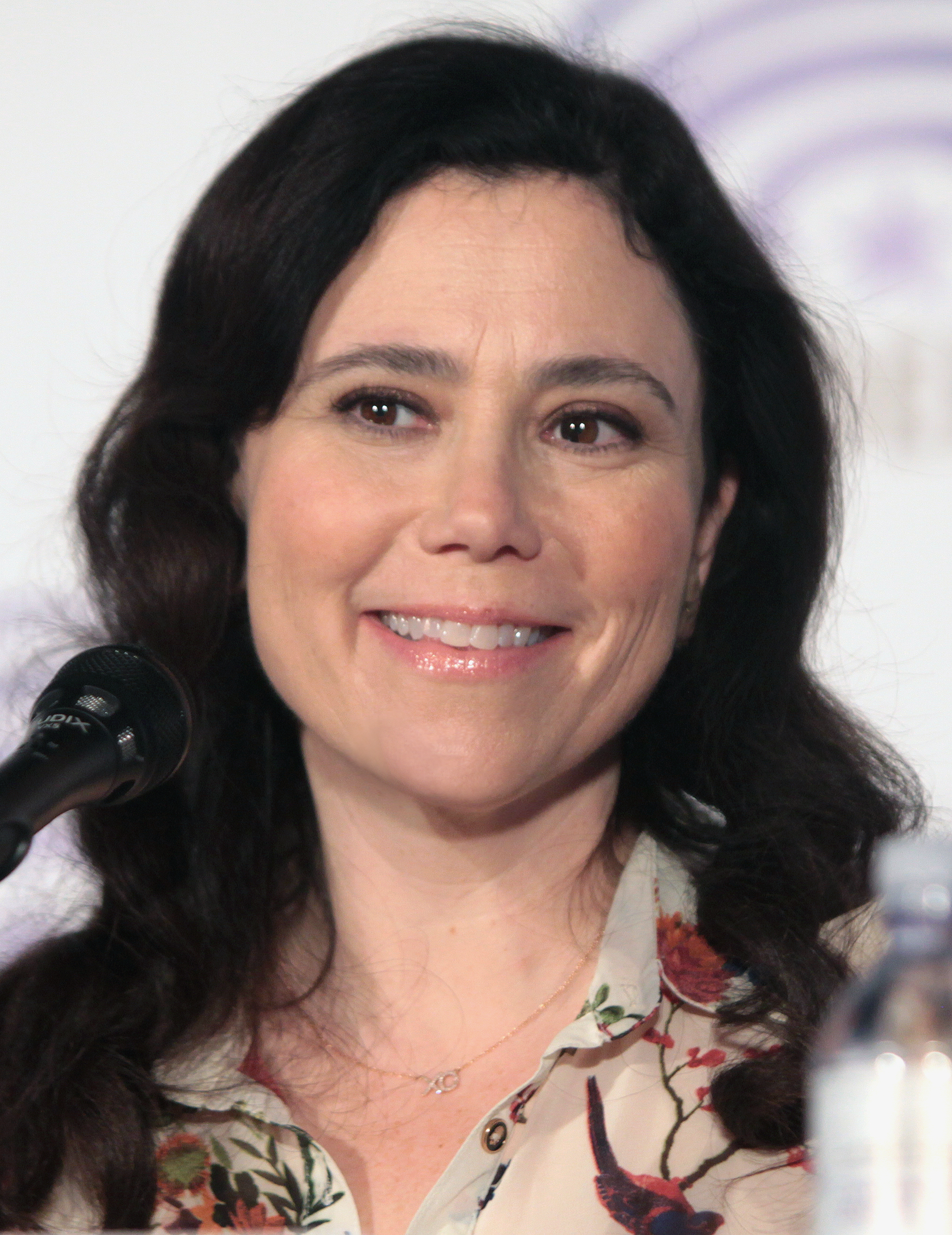
Алекс Борштейн, лучшая женская роль второго плана в комедийном сериале

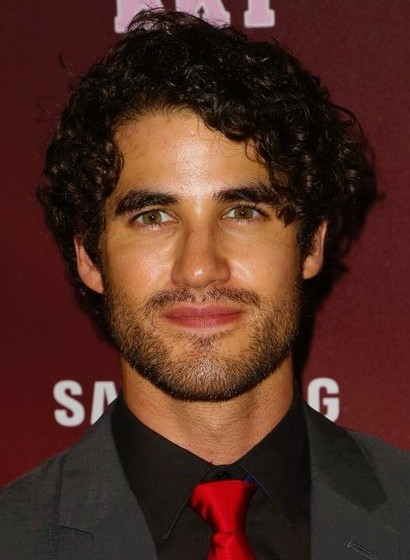
Даррен Крисс, лучшая мужская роль в мини-сериале

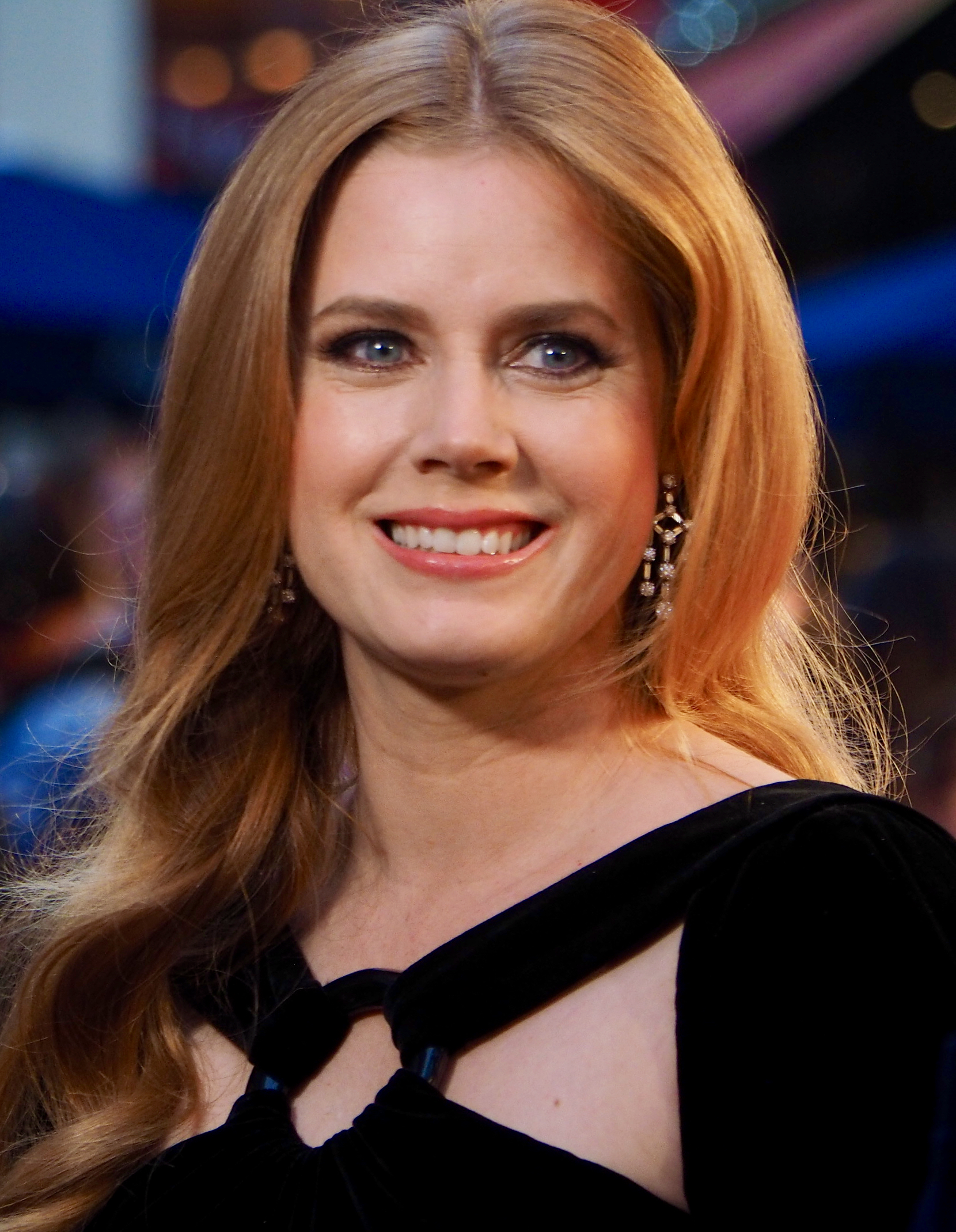
Эми Адамс, лучшая женская роль в мини-сериале

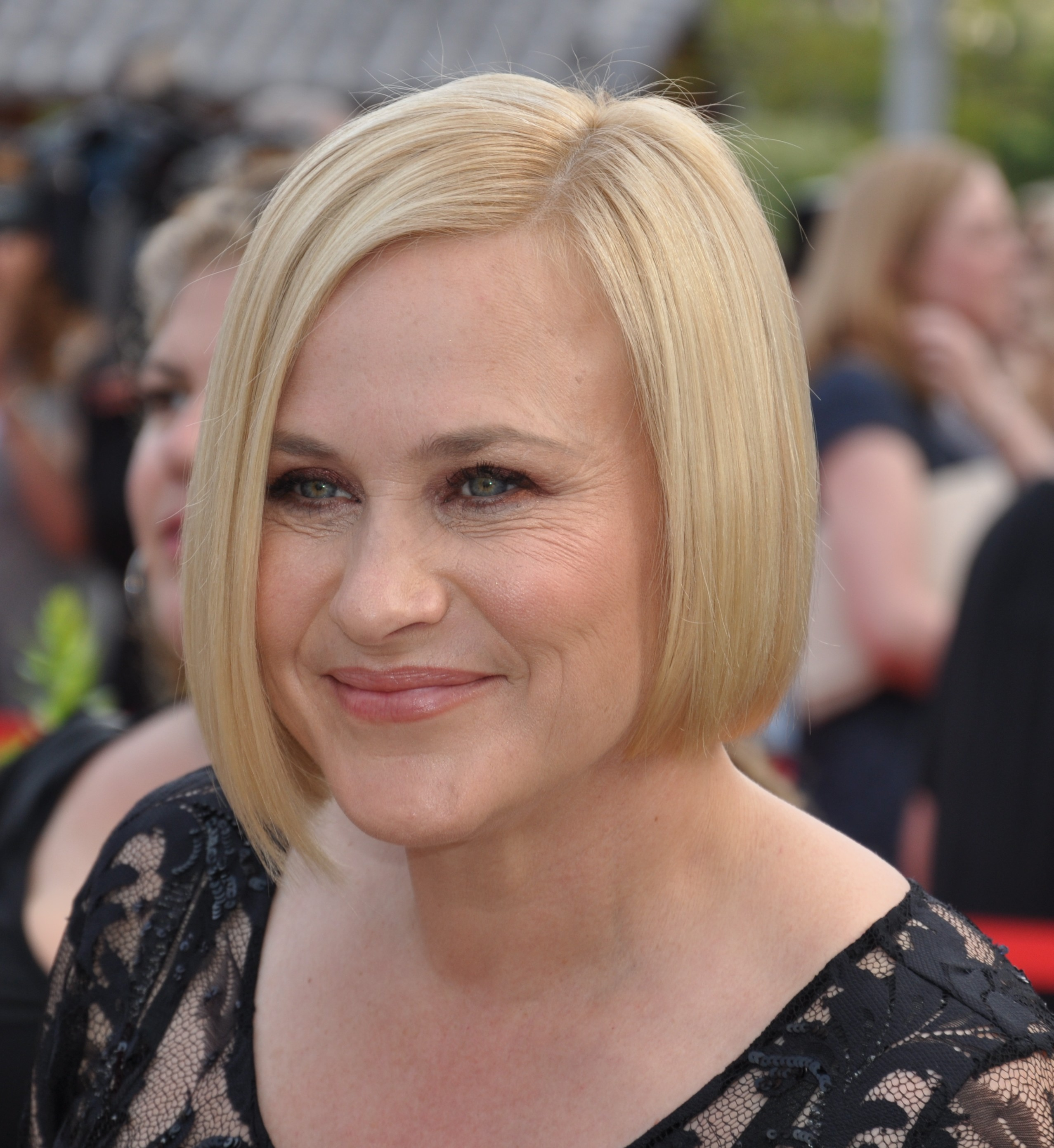
Патриша Аркетт, лучшая женская роль в мини-сериале

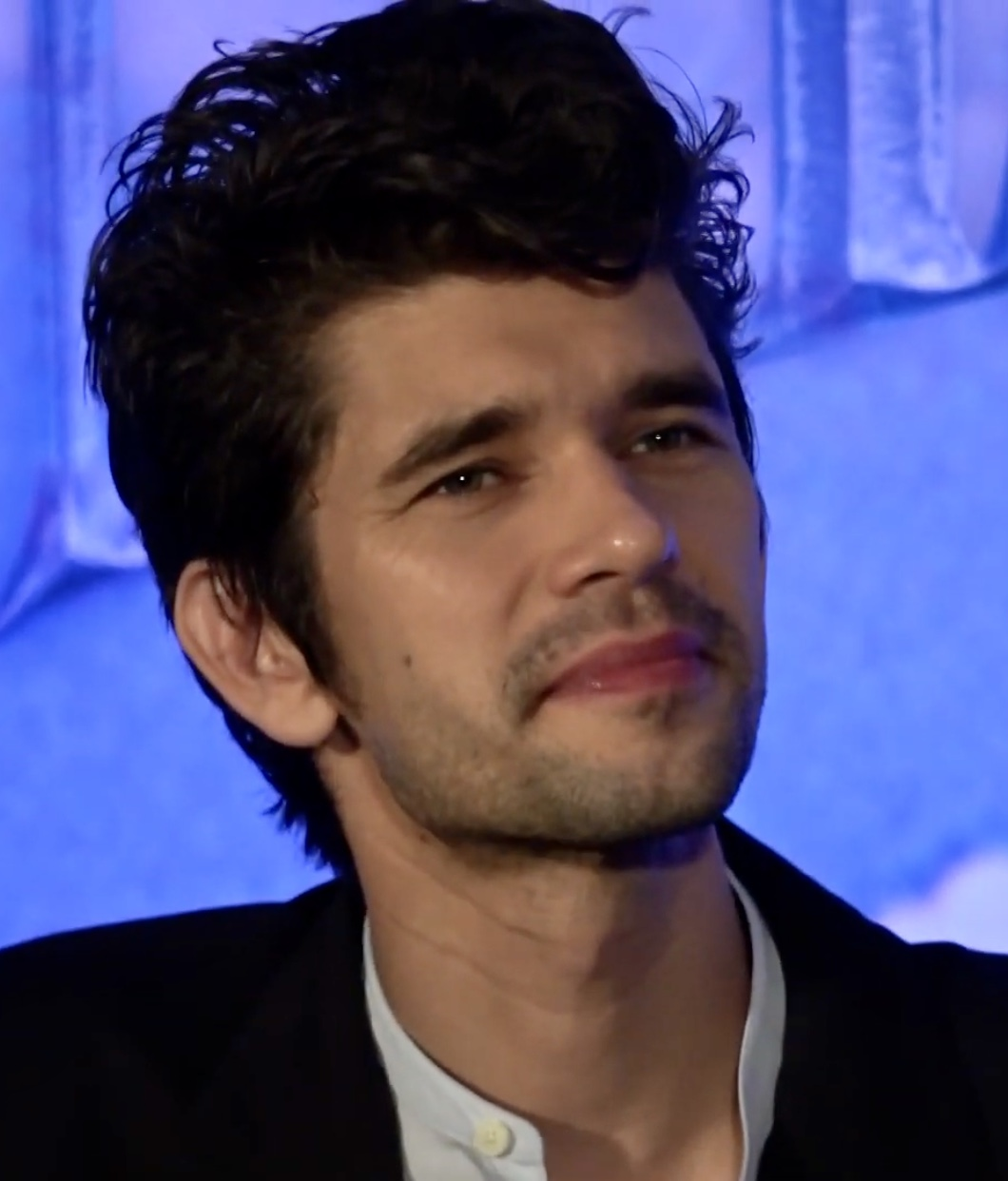
Бен Уишоу, лучшая мужская роль второго плана в мини-сериале

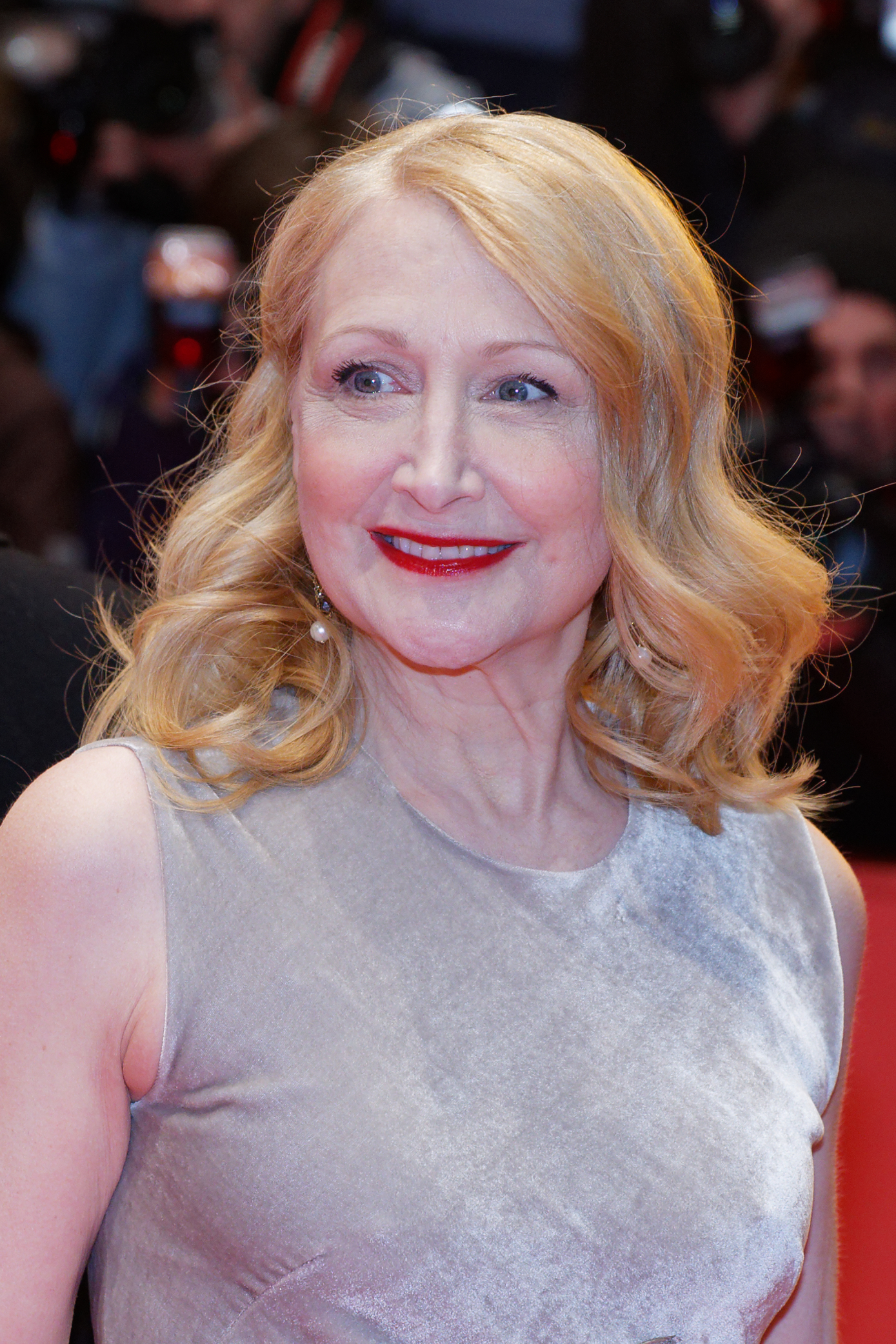
Патриша Кларксон, лучшая женская роль второго плана в мини-сериале

| ЛУЧШИЙ ФИЛЬМ Рома - Власть - Если Бил-стрит могла бы заговорить - Звезда родилась - Зелёная книга - Мэри Поппинс возвращается - Фаворитка - Человек на Луне - Чёрная пантера - Чёрный клановец | ЛУЧШИЙ РЕЖИССЁР Альфонсо Куарон — «Рома» - Брэдли Купер — «Звезда родилась» - Йоргос Лантимос — «Фаворитка» - Спайк Ли — «Чёрный клановец» - Адам МакКей — «Власть» - Питер Фаррелли — «Зелёная книга» - Дэмьен Шазелл — «Человек на Луне» |
| ЛУЧШАЯ МУЖСКАЯ РОЛЬ Кристиан Бэйл — «Власть» - Райан Гослинг — «Человек на Луне» - Уиллем Дефо — «Ван Гог. На пороге вечности» - Брэдли Купер — «Звезда родилась» - Рами Малек — «Богемская рапсодия» - Вигго Мортенсен — «Зелёная книга» - Итан Хоук — «Дневник пастыря»                                             | ЛУЧШАЯ ЖЕНСКАЯ РОЛЬ Леди Гага — «Звезда родилась» и Гленн Клоуз — «Жена» - Ялица Апарисио — «Рома» - Эмили Блант — «Мэри Поппинс возвращается» - Тони Коллетт — «Реинкарнация» - Оливия Колман — «Фаворитка» - Мелисса Маккарти — «Сможете ли вы меня простить?» |
| ЛУЧШАЯ МУЖСКАЯ РОЛЬ ВТОРОГО ПЛАНА Махершала Али — «Зелёная книга» - Майкл Б. Джордан — «Чёрная пантера» - Адам Драйвер — «Чёрный клановец» - Ричард Э. Грант — «Сможете ли вы меня простить?» - Тимоти Шаламе — «Красивый мальчик» - Сэм Эллиотт — «Звезда родилась»                                                  | ЛУЧШАЯ ЖЕНСКАЯ РОЛЬ ВТОРОГО ПЛАНА Реджина Кинг — «Если Бил-стрит могла бы заговорить» - Эми Адамс — «Власть» - Рэйчел Вайс — «Фаворитка» - Николь Кидман — «Стёртая личность» - Эмма Стоун — «Фаворитка» - Клер Фой — «Человек на Луне» |
| ЛУЧШИЙ МОЛОДОЙ АРТИСТ Элси Фишер — «Восьмой класс» - Томасин Маккензи — «Не оставляй следов» - Эд Оскенбульд — «Дикая жизнь» - Милли Симмондс — «Тихое место» - Амандла Стенберг — «Чужая ненависть» - Санни Салджик — «Середина 90-х»                                                                                | ЛУЧШИЙ АКТЁРСКИЙ АНСАМБЛЬ Фаворитка - Безумно богатые азиаты - Вдовы - Власть - Чёрная пантера |
| ЛУЧШИЙ ОРИГИНАЛЬНЫЙ СЦЕНАРИЙ Пол Шредер — «Дневник пастыря» - Бо Бёрнэм — «Восьмой класс» - Брайан Вудс, Скотт Бек, Джон Красински — «Тихое место» - Дебора Дэвис и Тони Макнамара — «Фаворитка» - Альфонсо Куарон — «Рома» - Адам Маккей — «Власть» - Ник Валлелонга, Брайан Карри, Питер Фаррелли — «Зелёная книга» | ЛУЧШИЙ АДАПТИРОВАННЫЙ СЦЕНАРИЙ Барри Дженкинс — «Если Бил-стрит могла бы заговорить» - Чарли Вачтел, Дэвид Рабинович, Кевин Уиллмотт и Спайк Ли — «Чёрный клановец» - Райан Куглер и Джо Роберт Коул — «Чёрная пантера» - Джош Сингер — «Человек на Луне» - Эрик Рот, Брэдли Купер и Уилл Феттерс — «Звезда родилась» - Николь Холофсенер и Джефф Уитти — «Сможете ли вы меня простить?» |
| ЛУЧШИЙ АНИМАЦИОННЫЙ ФИЛЬМ Человек-паук: Через вселенные - Гринч - Мирай из будущего - Остров собак - Суперсемейка 2 - Ральф против интернета | ЛУЧШИЙ ЭКШН-ФИЛЬМ Миссия невыполнима: последствия - Вдовы - Дэдпул 2 - Мстители: Война бесконечности - Первому игроку приготовиться - Чёрная пантера |
| ЛУЧШИЙ НАУЧНО-ФАНТАСТИЧЕСКИЙ ФИЛЬМ ИЛИ ХОРРОР Тихое место - Аннигиляция - Реинкарнация - Суспирия - Хэллоуин | ЛУЧШАЯ КОМЕДИЯ Безумно богатые азиаты - Дэдпул 2 - Ночные игры - Простите за беспокойство - Смерть Сталина - Фаворитка |
| ЛУЧШИЙ АКТЁР В КОМЕДИИ Кристиан Бэйл — «Власть» - Джейсон Бейтман — «Ночные игры» - Вигго Мортенсен — «Зелёная книга» - Лакид Стэнфилд — «Простите за беспокойство» - Джон Си Райли — «Стэн и Олли» - Райан Рейнольдс — «Дэдпул 2»                                                                                    | ЛУЧШАЯ АКТРИСА В КОМЕДИИ Оливия Колман — «Фаворитка» - Эмили Блант — «Мэри Поппинс возвращается» - Констанс Ву — «Безумно богатые азиаты» - Рэйчел МакАдамс — «Ночные игры» - Шарлиз Терон — «Талли» - Элси Фишер — «Восьмой класс» |
| ЛУЧШИЙ ФИЛЬМ НА ИНОСТРАННОМ ЯЗЫКЕ Рома (Roma) — Мексика - Капернаум (کفرناحوم) — Ливан - Магазинные воришки (万引き家族) — Япония - Пылающий (Beoning) — Южная Корея - Холодная война (Zimna wojna) — Польша | ЛУЧШАЯ РАБОТА ХУДОЖНИКА-ПОСТАНОВЩИКА Ханна Бичлер и Джей Харт — «Чёрная пантера» - Фиона Кромби и Элис Фелтон — «Фаворитка» - Нэйтан Краули и Кэти Лукас — «Человек на Луне» - Эухенио Кабальеро и Барбара Энрикес — «Рома» - Нельсон Коутс и Эндрю Бэйсман — «Безумно богатые азиаты» - Джон Мир, Гордон Сим — «Мэри Поппинс возвращается»                                              |
| ЛУЧШАЯ ОПЕРАТОРСКАЯ РАБОТА Альфонсо Куарон — «Рома» - Мэттью Либатик — «Звезда родилась» - Джеймс Лэкстон — «Если Бил-стрит могла бы заговорить» - Рэйчел Моррисон — «Чёрная пантера» - Робби Райан — «Фаворитка» - Линус Сандгрен — «Человек на Луне»                                                                | ЛУЧШИЙ ДИЗАЙН КОСТЮМОВ Рут Э. Картер — «Чёрная пантера» - Джулиан Дэй — «Богемская рапсодия» - Сэнди Пауэлл — «Фаворитка» - Сэнди Пауэлл — «Мэри Поппинс возвращается» - Александра Бирн — «Две королевы» |
| ЛУЧШИЙ МОНТАЖ Том Кросс — «Человек на Луне» - Хэнк Коруин — «Власть» - Джей Кэссиди — «Звезда родилась» - Йоргос Мавропсаридис — «Фаворитка» - Альфонсо Куарон и Адам Гоф — «Рома» - Джо Уокер — «Вдовы» | ЛУЧШИЙ ГРИМ И ПРИЧЁСКИ Власть - Богемская рапсодия - Две королевы - Суспирия - Фаворитка - Чёрная пантера |
| ЛУЧШИЕ ВИЗУАЛЬНЫЕ ЭФФЕКТЫ Чёрная Пантера - Миссия невыполнима: последствия - Мстители: Война бесконечности - Мэри Поппинс возвращается - Первому игроку приготовиться - Человек на Луне | ЛУЧШАЯ МУЗЫКА К ФИЛЬМУ Джастин Гурвиц— «Человек на Луне» - Крис Бауэрс — «Зелёная книга» - Николас Брителл — «Если Бил-стрит могла бы заговорить» - Александр Деспла — «Остров собак» - Людвиг Йоранссон — «Чёрная пантера» - Марк Шэймен — «Мэри Поппинс возвращается» |
| ЛУЧШАЯ ПЕСНЯ К ФИЛЬМУ «Shallow» — «Звезда родилась» - «All the Stars» — «Чёрная пантера» - «Girl in the Movies» — «Пышка» - «I'll Fight» — «РБГ» - «The Place Where Lost Things Go» — «Мэри Поппинс возвращается» - «Trip a Little Light Fantastic» — «Мэри Поппинс возвращается»                                     | |

### СЕРИАЛЫ
| ЛУЧШИЙ ДРАМАТИЧЕСКИЙ СЕРИАЛ Американцы - Возвращение домой - Лучше звоните Солу - Моя гениальная подруга - Наследники - Поза - Убивая Еву - Хорошая борьба | |
| ЛУЧШАЯ МУЖСКАЯ РОЛЬ В ДРАМАТИЧЕСКОМ СЕРИАЛЕ Мэттью Риз — «Американцы» - Майло Вентимилья — «Это мы» - Диего Луна — «Нарко: Мексика» - Ричард Мэдден — «Телохранитель» - Боб Оденкёрк — «Лучше звоните Солу» - Билли Портер — «Поза» - Фредди Хаймор — «Хороший доктор» | ЛУЧШАЯ ЖЕНСКАЯ РОЛЬ В ДРАМАТИЧЕСКОМ СЕРИАЛЕ Сандра О — «Убивая Еву» - Мэгги Джилленхол — «Двойка» - Джоди Комер — «Убивая Еву» - Элизабет Мосс — «Рассказ служанки» - Элизабет Олсен — «Соболезную вашей утрате» - Кери Рассел — «Американцы» - Джулия Робертс — «Возвращение домой»                                                                                          |
| ЛУЧШАЯ МУЖСКАЯ РОЛЬ ВТОРОГО ПЛАНА В ДРАМАТИЧЕСКОМ СЕРИАЛЕ Ноа Эммерих — «Американцы» - Азия Кейт Диллон — «Миллиарды» - Ричард Кебрал — «Майянцы» - Мэттью Макфэдиен — «Наследники» - Шей Уигэм — «Возвращение домой» - Джастин Хартли — «Это мы» - Ричард Шифф — «Хороший доктор»                                                                                           | ЛУЧШАЯ ЖЕНСКАЯ РОЛЬ ВТОРОГО ПЛАНА В ДРАМАТИЧЕСКОМ СЕРИАЛЕ Тандиве Ньютон — «Мир Дикого Запада» - Джулия Гарнер — «Озарк» - Рэй Сихорн — «Лучше звоните Солу» - Ивонн Страховски — «Рассказ служанки» - Холли Тейлор — «Американцы» - Дина Шихаби — «Джек Райан» |
| ЛУЧШИЙ КОМЕДИЙНЫЙ СЕРИАЛ Удивительная миссис Мейзел - Атланта - Барри - Бывает и хуже - В лучшем мире - Живём сегодняшним днём - Метод Камински - Шиттс Крик | |
| ЛУЧШАЯ МУЖСКАЯ РОЛЬ В КОМЕДИЙНОМ СЕРИАЛЕ Билл Хейдер — «Барри» - Хэнк Азария — «Брокмайр» - Дональд Гловер — «Атланта» - Майкл Дуглас — «Метод Камински» - Тед Дэнсон — «В лучшем мире» - Джим Парсонс — «Теория Большого взрыва» - Энди Сэмберг — «Бруклин 9-9» | ЛУЧШАЯ ЖЕНСКАЯ РОЛЬ В КОМЕДИЙНОМ СЕРИАЛЕ Рэйчел Броснахэн — «Удивительная миссис Мейзел» - Рэйчел Блум — «Чокнутая бывшая» - Эллисон Дженни — «Мамаша» - Жустина Мачадо — «Живём сегодняшним днём» - Дебра Мессинг — «Уилл и Грейс» - Исса Рэй — «Белая ворона» |
| ЛУЧШАЯ МУЖСКАЯ РОЛЬ ВТОРОГО ПЛАНА В КОМЕДИЙНОМ СЕРИАЛЕ Генри Уинклер — «Барри» - Брайан Тайри Генри — «Атланта» - Нико Сантос — «Супермаркет» - Уильям Джексон Харпер — «В лучшем мире» - Шон Хейпс — «Уилл и Грейс» - Тони Шэлуб — «Удивительная миссис Мейзел» | ЛУЧШАЯ ЖЕНСКАЯ РОЛЬ ВТОРОГО ПЛАНА В КОМЕДИЙНОМ СЕРИАЛЕ Алекс Борштейн — «Удивительная миссис Мейзел» - Бетти Гилпин — «Блеск» - Лори Меткаф — «Коннеры» - Рита Морено — «Живём сегодняшним днём» - Зои Перри — «Детство Шелдона» - Энни Поттс — «Детство Шелдона» - Мириам Шор — «Юная»                                                                                       |
| ЛУЧШИЙ МИНИ-СЕРИАЛ Американская история преступлений: Убийство Джанни Версаче - Американский вандал - Гений - Острые предметы - Побег из тюрьмы Даннемора - Чрезвычайно английский скандал | ЛУЧШИЙ ТЕЛЕВИЗИОННЫЙ ФИЛЬМ Иисус Христос — суперзвезда. Концерт - В клетке - Заметки с поля боя - Король Лир - Мой ужин с Эрве - Рассказ |
| ЛУЧШАЯ МУЖСКАЯ РОЛЬ В МИНИ-СЕРИАЛЕ ИЛИ ТЕЛЕВИЗИОННОМ ФИЛЬМЕ Даррен Крисс — «Американская история преступлений: Убийство Джанни Версаче» - Антонио Бандерас — «Гений» - Хью Грант — «Чрезвычайно английский скандал» - Пол Дано — «Побег из тюрьмы Даннемора» - Джон Ледженд — «Иисус Христос — суперзвезда. Концерт» - Бенисио Дель Торо — «Побег из тюрьмы Даннемора»       | ЛУЧШАЯ ЖЕНСКАЯ РОЛЬ В МИНИ-СЕРИАЛЕ ИЛИ ТЕЛЕВИЗИОННОМ ФИЛЬМЕ Эми Адамс — «Острые предметы» и Патриша Аркетт — «Побег из тюрьмы Даннемора» - Конни Бриттон — «Грязный Джон» - Лора Дерн — «Рассказ» - Кэрри Кун — «Грешница» - Анна Дивер Смит — «Заметки с поля боя» |
| ЛУЧШАЯ МУЖСКАЯ РОЛЬ ВТОРОГО ПЛАНА В МИНИ-СЕРИАЛЕ ИЛИ ТЕЛЕВИЗИОННОМ ФИЛЬМЕ Бен Уишоу — «Чрезвычайно английский скандал» - Брэндон Виктор Диксон — «Иисус Христос — суперзвезда. Концерт» - Эрик Ланж — «Побег из тюрьмы Даннемора» - Алекс Рич — «Гений» - Питер Сарсгаард — «Призрачная башня» - Финн Уиттрок — «Американская история преступлений: Убийство Джанни Версаче» | ЛУЧШАЯ ЖЕНСКАЯ РОЛЬ ВТОРОГО ПЛАНА В МИНИ-СЕРИАЛЕ ИЛИ ТЕЛЕВИЗИОННОМ ФИЛЬМЕ Патриша Кларксон — «Острые предметы» - Эллин Бёрстин — «Рассказ» - Джулия Гарнер — «Грязный Джон» - Пенелопа Крус — «Американская история преступлений: Убийство Джанни Версаче» - Джуди Лайт — «Американская история преступлений: Убийство Джанни Версаче» - Элизабет Перкинс — «Острые предметы» |

### Специальная награда
Клер Фой

## Список лауреатов и номинаций
| Номинации | Фильм                              |
| --------- | ---------------------------------- |
| 14        | Фаворитка                          |
| 12        | Чёрная пантера                     |
| 10        | Человек на Луне                    |
| 9         | Мэри Поппинс возвращается          |
| 9         | Звезда родилась                    |
| 9         | Власть                             |
| 8         | Рома                               |
| 7         | Зелёная книга                      |
| 5         | Если Бил-стрит могла бы заговорить |
| 4         | Чёрный клановец                    |
| 4         | Безумно богатые азиаты             |
| 3         | Богемская рапсодия                 |
| 3         | Сможете ли вы меня простить?       |
| 3         | Дэдпул 2                           |
| 3         | Восьмой класс                      |
| 3         | Ночные игры                        |
| 3         | Тихое место                        |
| 3         | Вдовы                              |
| 2         | Мстители: Война бесконечности      |
| 2         | Дневник пастыря                    |
| 2         | Реинкарнация                       |
| 2         | Остров собак                       |
| 2         | Две королевы                       |
| 2         | Миссия невыполнима: последствия    |
| 2         | Первому игроку приготовиться       |
| 2         | Простите за беспокойство           |
| 2         | Суспирия                           |

| Награды | Фильм                              |
| ------- | ---------------------------------- |
| 4       | Рома                               |
| 3       | Чёрная Пантера                     |
| 3       | Власть                             |
| 2       | Фаворитка                          |
| 2       | Человек на Луне                    |
| 2       | Если Бил-стрит могла бы заговорить |
| 2       | Звезда родилась                    |

| Номинации | Сериал / Телевизионный фильм                               |
| --------- | ---------------------------------------------------------- |
| 5         | Американская история преступлений: Убийство Джанни Версаче |
| 5         | Американцы                                                 |
| 5         | Побег из тюрьмы Даннемора                                  |
| 4         | Острые предметы                                            |
| 4         | Удивительная миссис Мейзел                                 |
| 3         | Атланта                                                    |
| 3         | Барри                                                      |
| 3         | В лучшем мире                                              |
| 3         | Возвращение домой                                          |
| 3         | Гений                                                      |
| 3         | Живём сегодняшним днём                                     |
| 3         | Иисус Христос — суперзвезда. Концерт                       |
| 3         | Лучше звоните Солу                                         |
| 3         | Рассказ                                                    |
| 3         | Убивая Еву                                                 |
| 3         | Чрезвычайно английский скандал                             |
| 2         | Грязный Джон                                               |
| 2         | Детство Шелдона                                            |
| 2         | Заметки с поля боя                                         |
| 2         | Метод Камински                                             |
| 2         | Наследники                                                 |
| 2         | Поза                                                       |
| 2         | Рассказ служанки                                           |
| 2         | Уилл и Грейс                                               |
| 2         | Хороший доктор                                             |
| 2         | Это мы                                                     |

| Награды | Сериал / Телевизионный фильм                               |
| ------- | ---------------------------------------------------------- |
| 3       | Американцы                                                 |
| 3       | Удивительная миссис Мейзел                                 |
| 2       | Американская история преступлений: Убийство Джанни Версаче |
| 2       | Барри                                                      |
| 2       | Острые предметы                                            |